# 広瀬実光
広瀬 実光（ひろせ さねみつ、1874年8月17日 - 1955年6月24日）は、日本の実業家。日本陶器取締役社長や、同社取締役会長などを務めた。弓道家（大日本武徳会弓道範士)でもある。

## 人物・経歴
陸軍少佐や森村銀行頭取を務めた広瀬実栄の二男として生まれ、高等商業学校（現一橋大学）附属主計学校、ニューヨーク・イーストマン商業専門学校を経て、1895年森村組入社。1917年には東洋陶器設立発起人となり、同社監査役に就任。1922年日本陶器社長。1939年日本陶器会長。森村豊明会監事なども務めた。
また弓道家でもあり、1929年5月に大日本武徳会弓道範士。名古屋市の弓道界で重きをなし、1940年に開催された紀元二千六百年奉祝天覧武道大会弓道の部では審査員を務めた。

## 親族
元森村銀行頭取の広瀬実栄は父。妻の沽龍は外交官鄭永邦の弟で袁世凱嘱託などを務めた鄭永昌長女。姉の猪野は元南洋協会長法華津孝治に嫁ぎ、その孫に乗馬選手の法華津寛がいる。妹隆は元中央大学学長岡村輝彦の弟医学博士岡村龍彦に嫁いだ。妹安は大日本麦酒取締役を務めた農学博士の矢木久太郎に嫁いだ。